# Rozárium

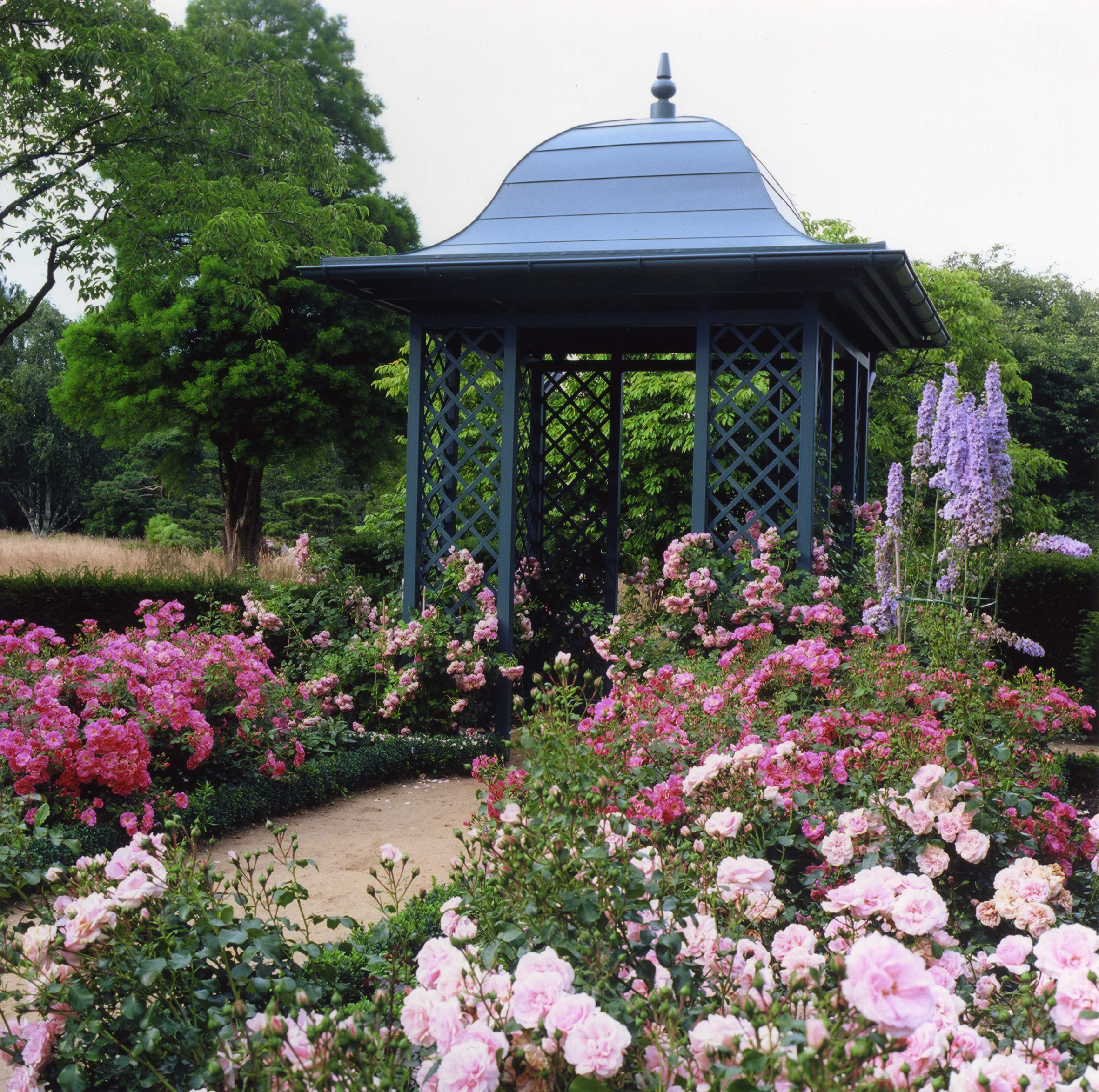
Růžová zahrada v Arboretu Ellerhoop v Německu

Rozárium (také rosárium nebo růžová zahrada) je zahrada nebo park, často veřejný, v němž jsou pěstovány růže. Je často používáno pro prezentaci různých druhů a odrůd růží. Tradice pěstování růží sahá do starověku, šlechtění pro komerční účely započalo v 19. století.

## Rozária v Česku
Nejvýznamnější rozárium v ČR je pravděpodobně rozárium Olomouc na ulici Bezručovy sady, kde je sbírka s 10 tisíci keřů růží (je uváděno i 40 tisíc) s 670 domácími i světovými odrůdami. Rozárium je volně přístupné a je součástí expozice Flora Olomouc.
Nejvíce odrůd růží jak planých tak i botanických vystavuje Průhonická botanická zahrada, která je oddělením Botanického ústavu AV ČR, v.v.i. a je součástí prohlídkového okruhu průhonického parku.
Další rozárium v ČR je například rozárium v Suchdole nebo v Děčíně, soutěžní rozárium v Hradci Králové, růžový sad v Lidicích, v Rajhradě, Praze na Petříně, Růžová zahrada na Konopišti a další.

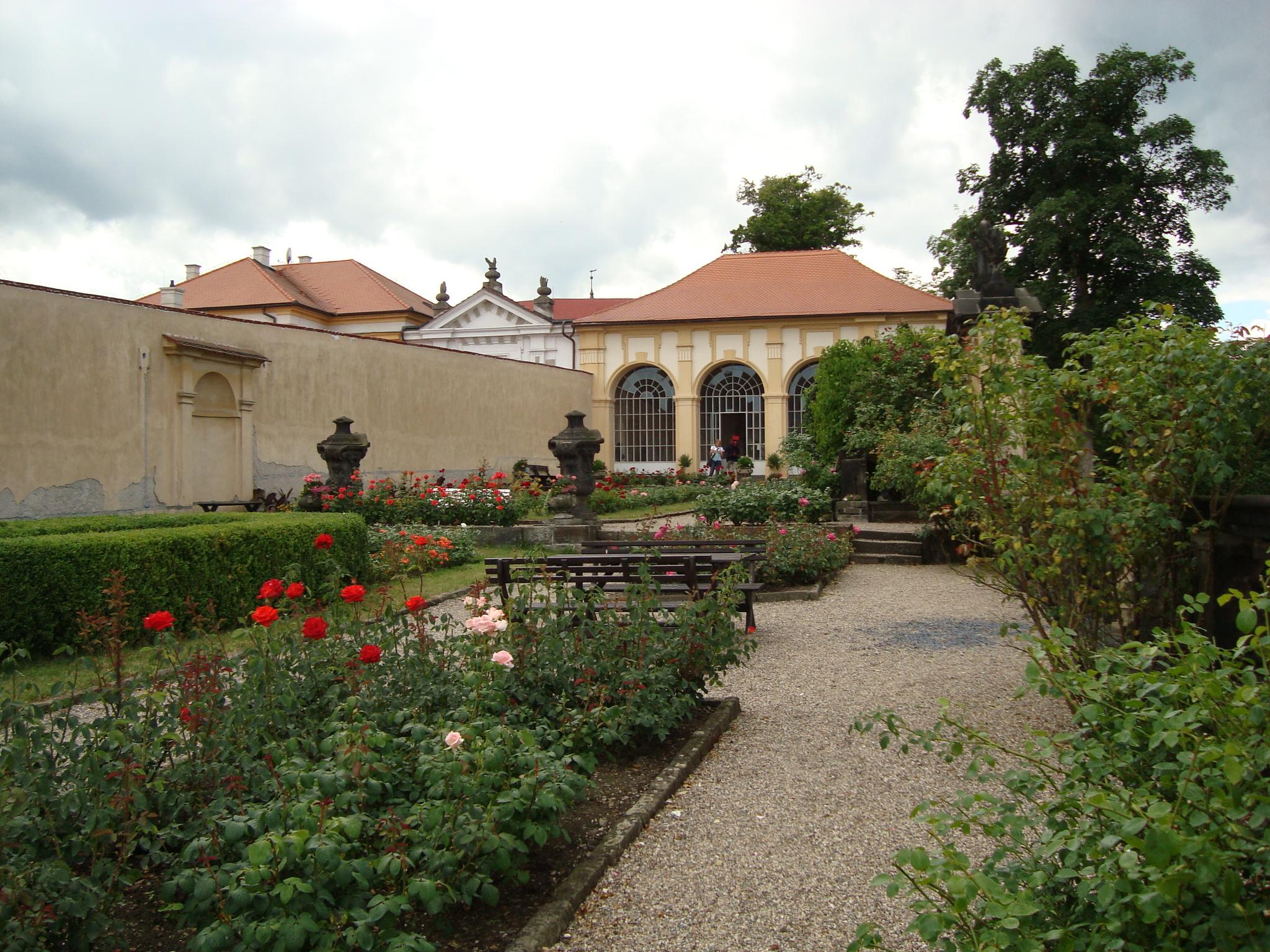
Růžová zahrada u zámku v Děčíně

## Významná rozária ve světě

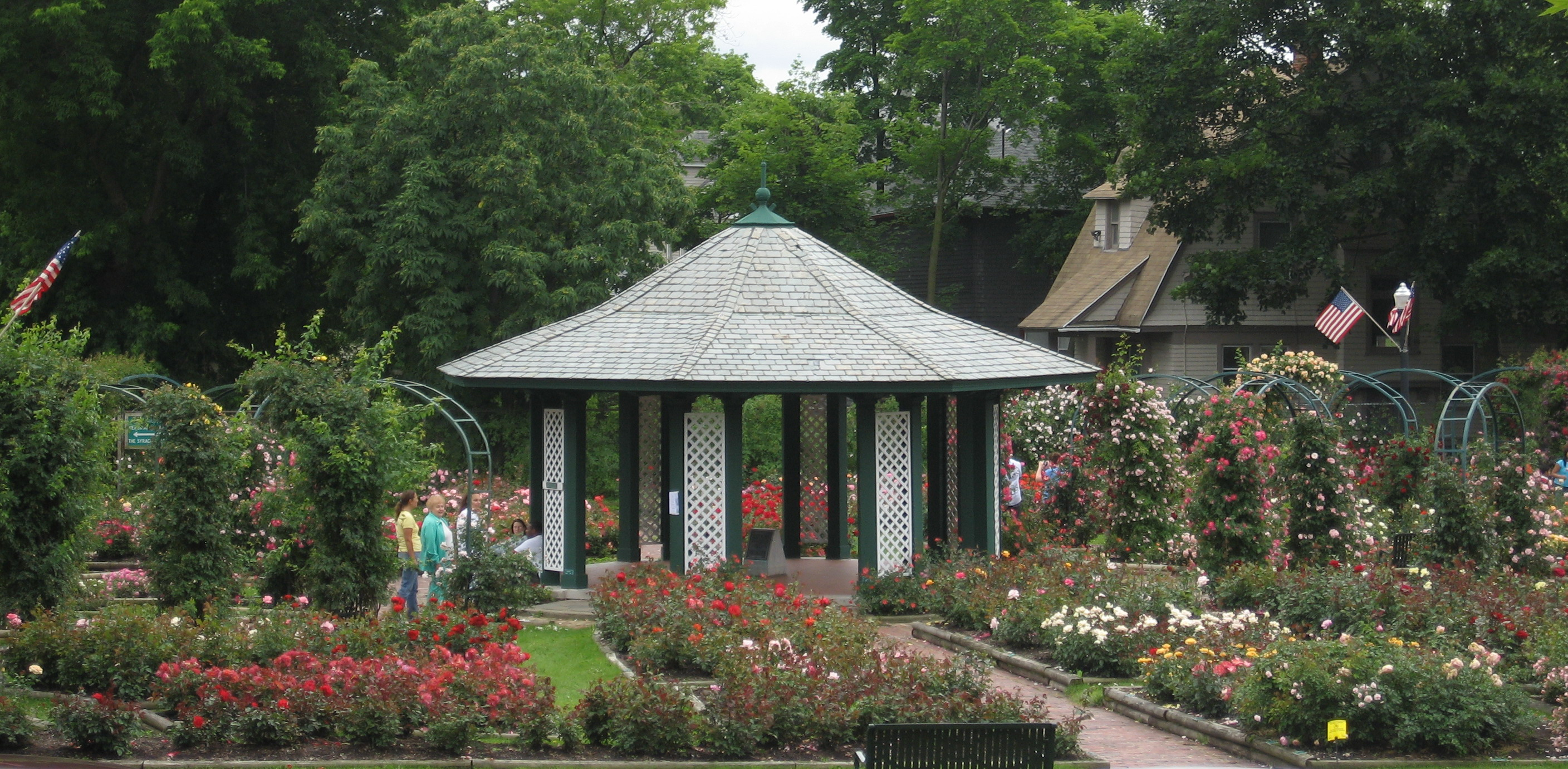
Rozárium Mills Rose Garden ve městě Syracuse, stát New York, USA

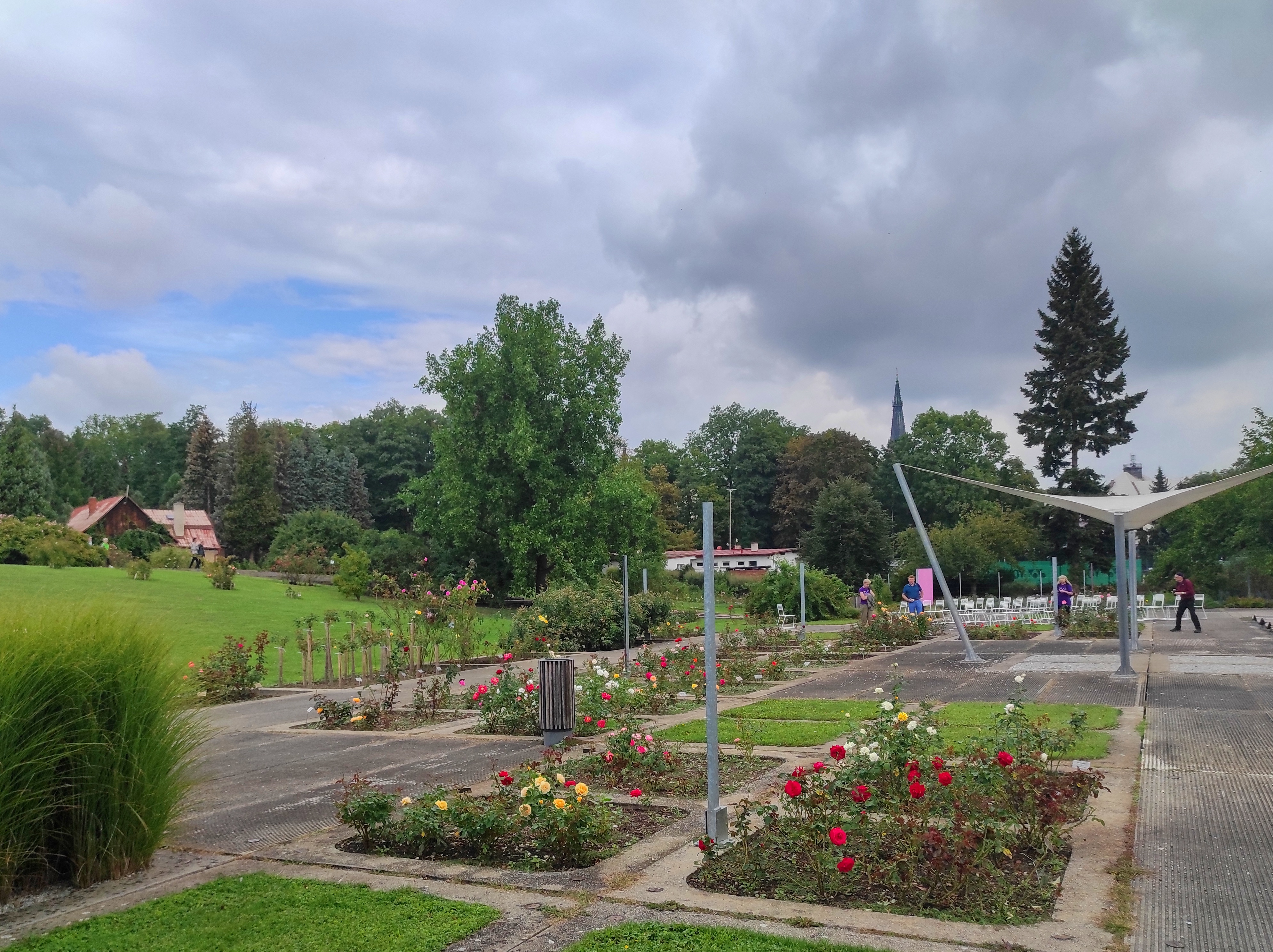
Rozárium v Olomouci

- Roseraie du Val-de-Marne v L'Haÿ-les-Roses, Francie [3]
- Dolná Krupá rozárium na území státu Slovensko
- Europa-Rosarium v Sangerhausen, Německo [4]
- Rosarium Uetersen v Uetersen, Německo [5]